# Baracidris
Baracidris (лат.) — род муравьёв трибы Solenopsidini из подсемейства Myrmicinae (Formicidae).

## Распространение
Западная Африка.

## Описание
Мелкие муравьи длиной менее 2 мм. Светло-коричневые. Лобные доли сильно сближены друг к другу, так что клипеус между ними виден в виде тонкой линии. Усики 12-члениковые, максиллярные щупики состоят из 2 члеников, лабиальные также из 2.

## Систематика
Род относится к трибе Solenopsidini. Ранее его относили группе родов Adelomyrmex genus-group (или отдельной трибе Adelomyrmecini) вместе с родом Adelomyrmex.
- Baracidris meketra  Bolton, 1981 typus
- Baracidris pilosa Fernandez, 2003
- Baracidris sitra Bolton, 1981